# Верхня будова колії
Верхня будова колії — частина залізничної колії, призначена для прийняття навантажень від коліс рухомого складу і передачі їх на нижню будову колії, а також для спрямування руху коліс по рейковій колії.

## Складові частини
До верхній будові колії належать:
- Рейка — сприймають навантаження від рухомого складу і передають її на шпали;
- Шпала — сприймають навантаження від рейок і передають її на баластний шар;
- рейкошпальні (проміжні) скріплення;
- Стикове скріплення;

Комплект залізничних рейок, вже з'єднаних зі шпалами, разом з усіма скріплення, зібрані в ланки і укладені на нижню будову колії, прийнято називати рейкошпальною решіткою.
- Баластний шар — сприймає навантаження від шпал і передає її на ґрунт;
- Інші пристрої (протиугони, контррейки, відбійні бруси та інше).